# Unidade principal automotiva

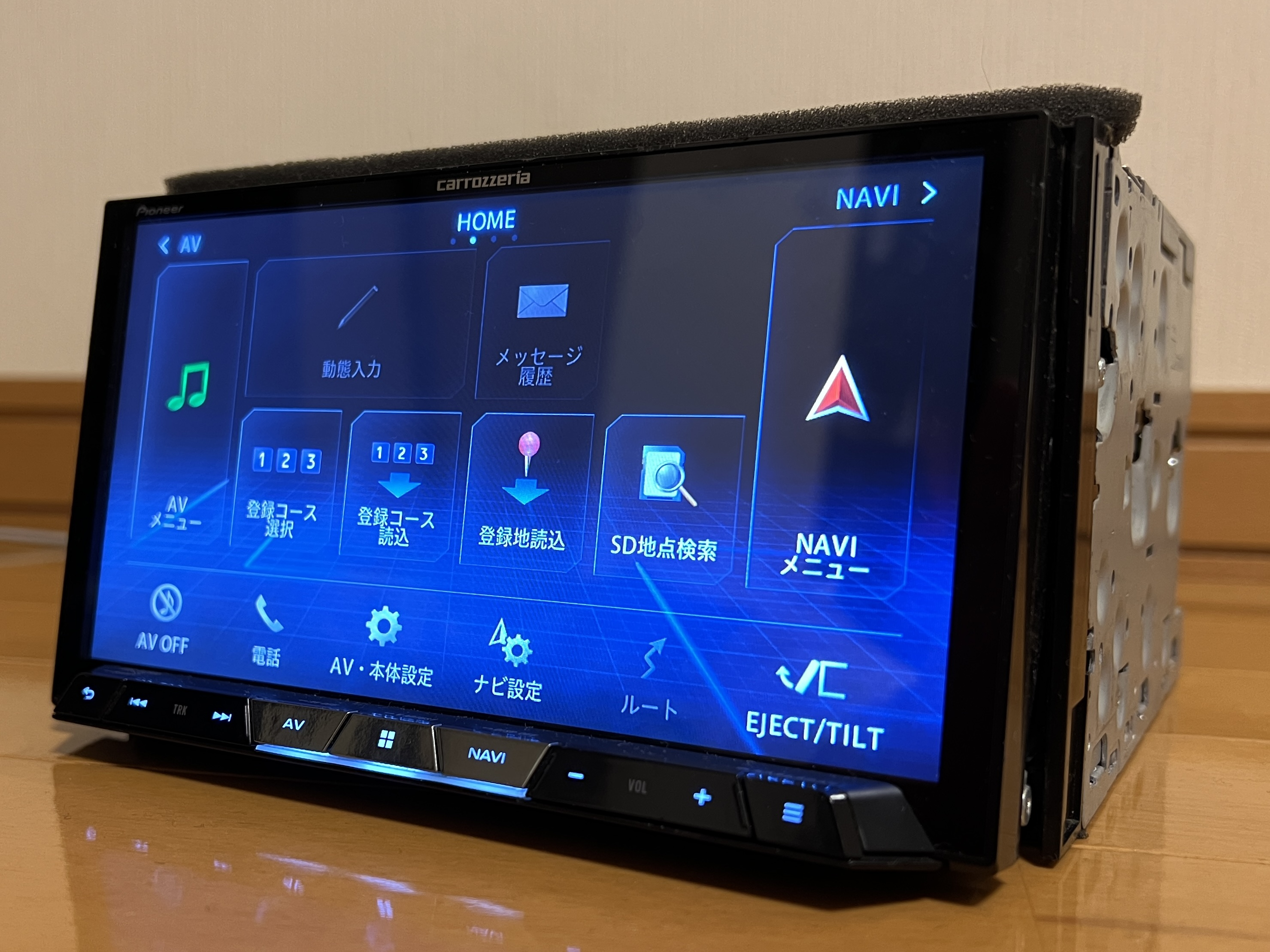
Receptor duplo DIN com tela sensível, DVD, 1seg, GPS e SDXC

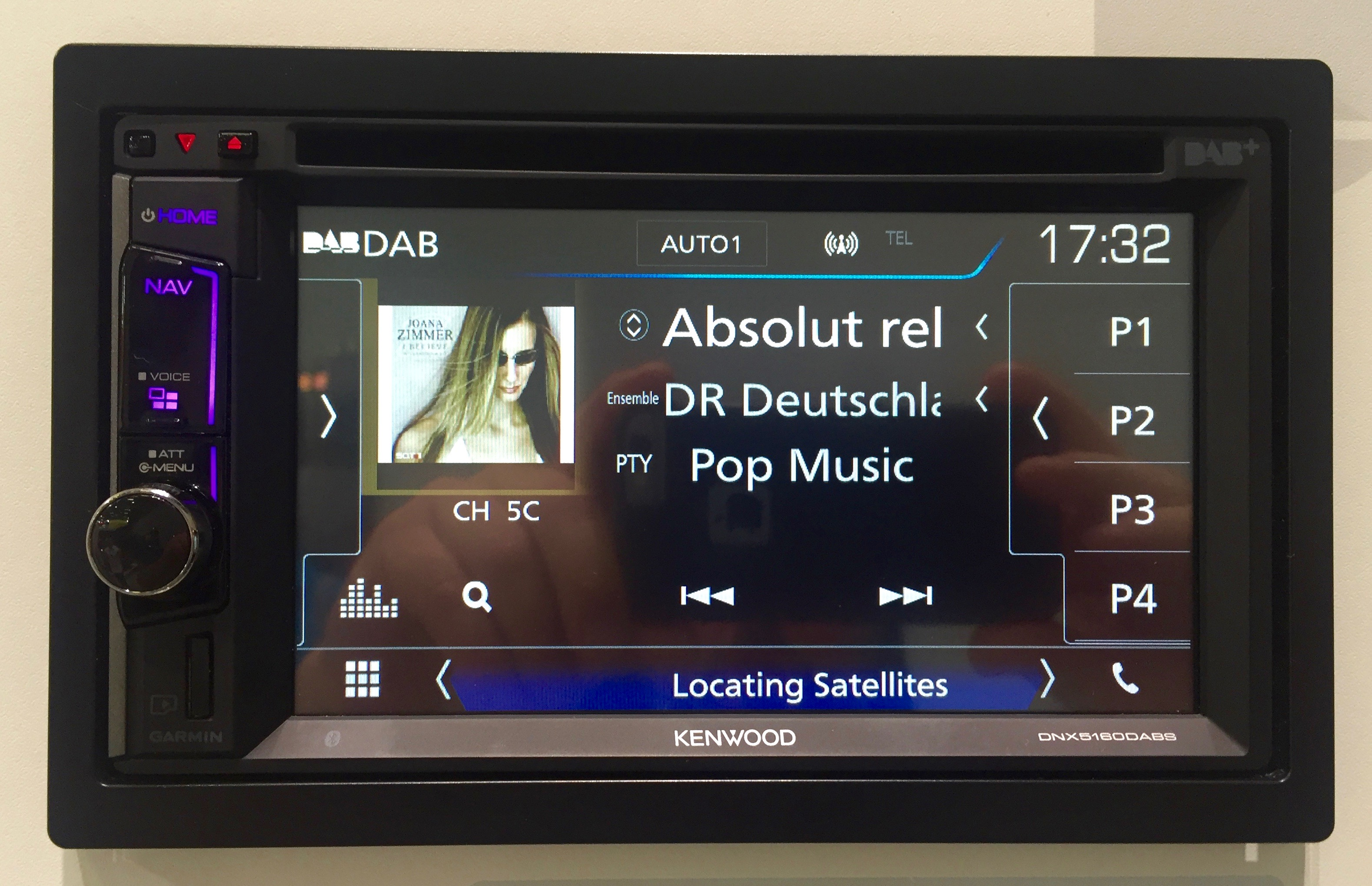
Receptor de carro DAB+/AM/FM/LW/CD/DVD/USB/microSDHC/GPS/Bluetooth/CarPlay/AndroidAuto

Uma unidade principal automotiva, às vezes chamada de sistema de infoentretenimento, é um componente que fornece uma interface de hardware unificada para o sistema, incluindo telas, botões e controles de sistema para inúmeras informações integradas e funções de entretenimento.
Outros nomes para unidades principais automotivas incluem estéreo de carro, receptor de carro, deck, estéreo interno do painel e externo do painel.

## Função

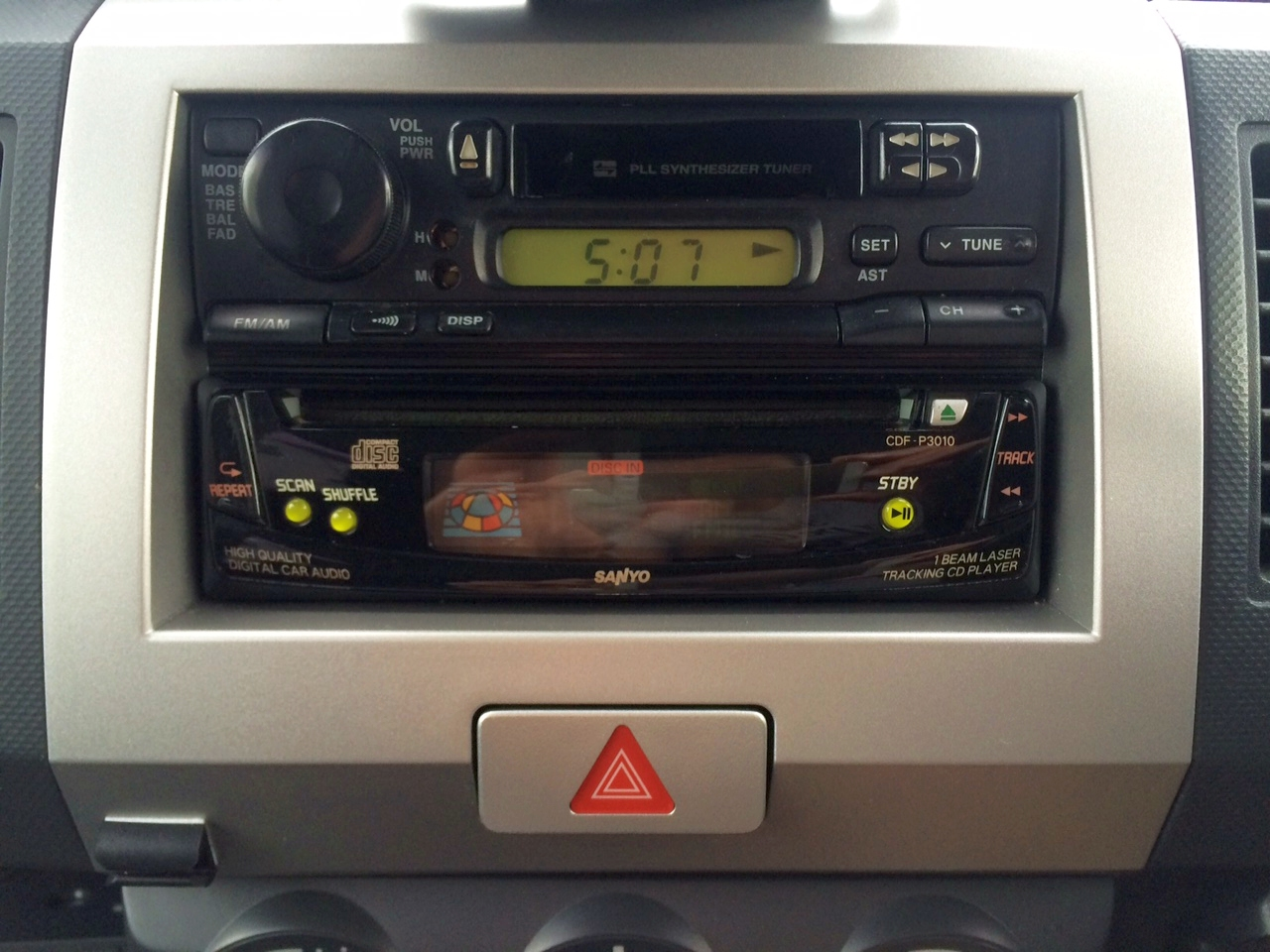
Dois componentes DIN simples em um espaço DIN duplo de um kei car

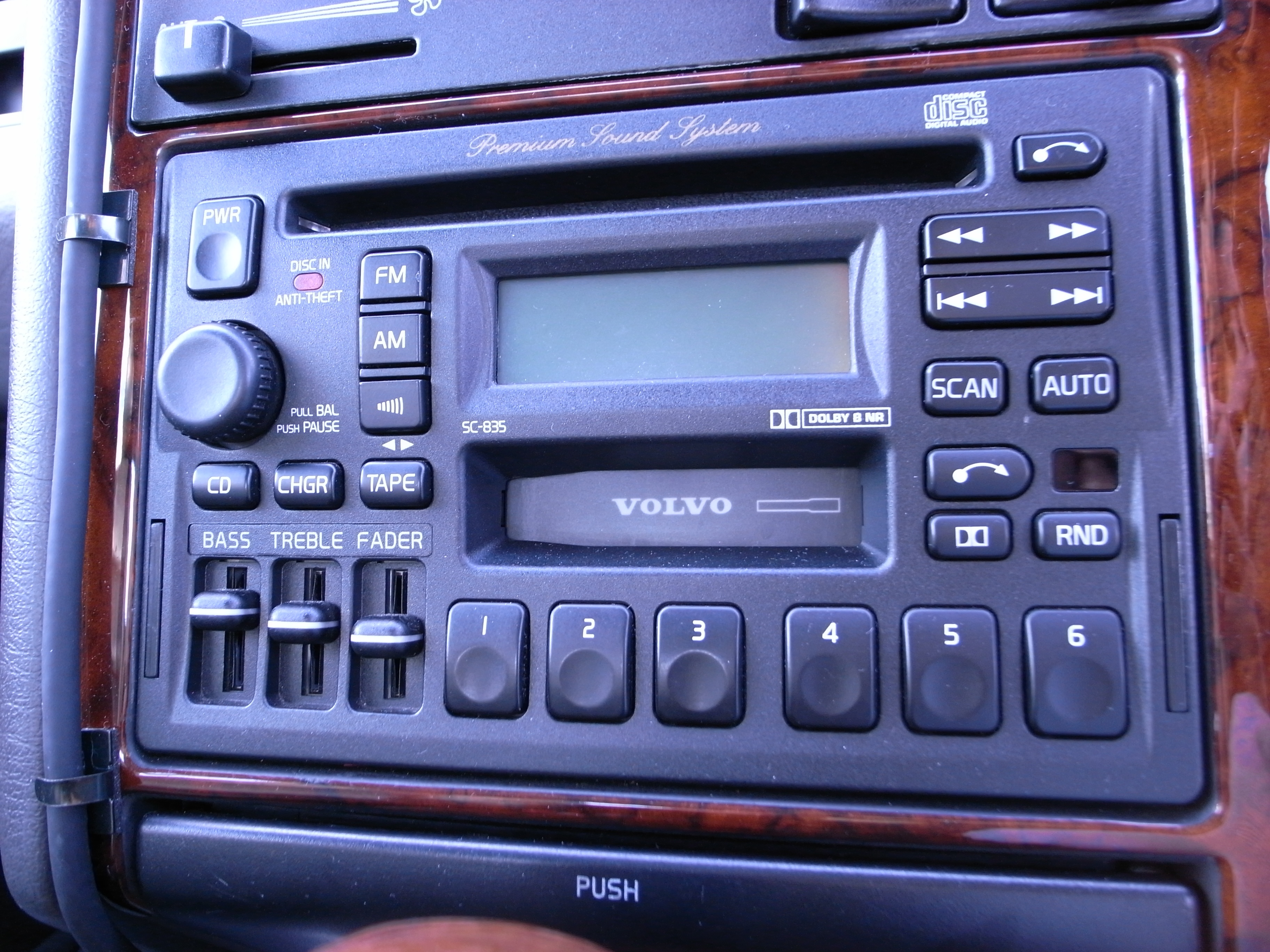
Receptor Volvo duplo DIN com CD e cassete

Centrais aos sistemas de som e informação de um veículo, as unidades principais estão localizadas de forma proeminente no centro do painel ou console e fornecem um pacote eletrônico integrado.
A unidade principal fornece uma interface de usuário para os componentes de mídia de entretenimento e informação do veículo: rádio AM/FM, rádio por satéilite, DVDs/CDs, fitas cassete (embora agora sejam incomuns), MP3 USB, câmeras de painel, navegação GPS, Bluetooth, Wi- Fi e, às vezes, o status dos sistemas do veículo. Além disso, pode fornecer controle de funções de áudio, incluindo volume, banda, frequência, equilíbrio do alto-falante, fade do alto-falante, graves, agudos, equalização e assim por diante. Com o advento de câmeras, navegação GPS e DVDs, unidades principais com telas de vídeo estão amplamente disponíveis, integrando controle de voz e reconhecimento de gestos.

### Padrões de tamanho
Um tamanho de unidade principal padrão original é o ISO 7736, desenvolvido pelo Deutsches Institut für Normung (DIN):
DIN simples (180 mm × 50 mm (7.09 in × 1.97 in)) na Europa, América do Sul e Australásia
- Um tamanho compacto que cabe facilmente em um painel, mas a unidade não é alta o suficiente para acomodar um monitor de vídeo.

DIN duplo (180 mm × 100 mm (7.09 in × 3.94 in)) no Japão, no Reino Unido e na América do Norte.
- Dobrando a altura do DIN simples, uma tela de vídeo ou touchscreen pode ser instalada para oferecer suporte a GUIs do fabricante, Android Auto e/ou Apple CarPlay.[3]
- DIN duplo também é escrito como 2 DIN e duplo din.

Para unidades DIN simples e duplas, ISO 10487 é o padrão de conectores para conectar a unidade principal ao sistema elétrico do carro.

### Marcas de direção e pós-venda
Os fabricantes oferecem unidades centrais DIN e conectores padrão (chamados unidades centrais universais), incluindo Pioneer, Sony, Alpine, Kenwood, Eclipse, JVC, Boyo, Dual, Visteon, Advent e Blaupunkt.